# Euspilotus flaviclava
Euspilotus flaviclava är en skalbaggsart som först beskrevs av Sylvain Auguste de Marseul 1870.  Euspilotus flaviclava ingår i släktet Euspilotus och familjen stumpbaggar. Inga underarter finns listade i Catalogue of Life.